# نويل بي. رينولدز
نويل بي. رينولدز (بالإنجليزية: Noel B. Reynolds)‏ هو محرر أمريكي، ولد في 1941.